# Condesuyos (província)
Condesuyos é uma província do Peru localizada na região de Arequipa. Sua capital é a cidade de Chuquibamba.

## Distritos da província
- Andaray
- Cayarani
- Chichas
- Chuquibamba
- Iray
- Rio Grande
- Salamanca
- Yanaquihua